# A Sweet Dance
A Sweet Dance, född 26 mars 2015 på Menhammar stuteri i Ekerö i Stockholms län, är en svensk varmblodig travhäst. Hon tränades av sin ägare Helena Burman, och kördes oftast av Johnny Takter eller Alexis Prat. Under A Sweet Dances sista sejour i Frankrike tränades hon av Anders Lindqvist. Hon är idag avelssto vid Menhammar stuteri.
A Sweet Dance tävlade åren 2017–2021. Hon sprang in totalt 3,5 miljoner kronor på 35 starter varav 13 segrar, 4 andraplatser och 5 tredjeplatser. Hon tog karriärens största segrar i Guldstoet (2018), Margaretas Tidiga Unghästserie (jan 2018, maj 2018) och Prix Helen Johansson (2021). Hon har även kommit på tredjeplats i Breeders' Crown för 3-åriga (2018).

## Karriär
A Sweet Dance inledde karriären i september 2017. Hon gjorde sin första start den 13 september 2017 på Solvalla i ett lopp där hon kördes av Tobias O. Eriksson. Hon slutade oplacerad efter att ha galopperat i loppet. Första segern tog hon i karriärens tredje start den 9 november 2017 på Åbytravet i ett tvååringslopp där hon kördes av Johnny Takter. Därefter följde tio raka segrar. Den största segern under denna period togs i Guldstoet den 3 juni 2018 på Axevalla travbana. Hon tog även dubbla segrar i Margaretas Tidiga Unghästserie, först i januari 2018 och sedan i maj 2018.
Den 18 september 2018 segrade hon även i ett uttagningslopp till Svenskt Trav-Oaks på Solvalla. Tillsammans med Ulf Ohlsson i sulkyn vann hon loppet med en halv längd, trots en kort startgalopp. I finalloppet slutade hon emellertid på 7:e plats tillsammans med ordinarie kusk Johnny Takter. Detta var första gången på över tio månader som hon förlorade ett lopp och hennes segersvit med tio raka segrar bröts. Den 28 oktober 2018 kom hon tvåa i semifinalloppet av Breeders' Crown för 3-åriga ston. I finalen den 11 november 2018 kom hon på tredjeplats, slagen av Conrads Rödluva och Staro Miami.

### Slutet på karriären
Den 31 januari 2021 segrade A Sweet Dance tillsammans med Alexis Prat i Prix Helen Johansson på Vincennesbanan utanför Paris. Prats hårda driving uppmärksammades efter loppet i svensk media. Efter loppet meddelades det att A Sweet Dance avslutar sin tävlingskarriär, för att istället bli avelssto på Menhammar stuteri.

## Statistik
| Statistik för A Sweet Dance (Ref.) | Statistik för A Sweet Dance (Ref.) | Statistik för A Sweet Dance (Ref.) | Statistik för A Sweet Dance (Ref.) | Statistik för A Sweet Dance (Ref.) | Statistik för A Sweet Dance (Ref.) |
| ---------------------------------- | ---------------------------------- | ---------------------------------- | ---------------------------------- | ---------------------------------- | ---------------------------------- |
| Starter                            | Placeringar                        | Startprissumma                     | Segerprocent                       | Platsprocent                       | Rekord                             |
| 35                                 | 13-4-5                             | 3 522 114 kr                       | 37 %                               | 63 %                               | 11,0am, 15,0al                     |

### Starter
| #  | Datum             | Lopp                                       | Bana                     | Kusk               | Tränare          | Tid      | Distans | Plac. | Vinstsumma  | Ref.   |
| -- | ----------------- | ------------------------------------------ | ------------------------ | ------------------ | ---------------- | -------- | ------- | ----- | ----------- | ------ |
| -  | 27 juni 2017      | Kvallopp                                   | Jägersro                 | Johnny Takter      | Helena Burman    | 1.20,8g  | 2 160 m | gdk   | 0 SEK       |        |
| 1  | 13 september 2017 | Tvååringslopp                              | Solvalla                 | Tobias O. Eriksson | Helena Burman    | 1.20,0g  | 2 140 m | 0     | 0 SEK       | [ 14 ] |
| 2  | 27 september 2017 | Tvååringslopp Ston                         | Åby                      | Tobias O. Eriksson | Helena Burman    | 1.15,5   | 1 640 m | 2     | 25 000 SEK  | [ 15 ] |
| 3  | 9 november 2017   | Tvååringslopp Ston                         | Åby                      | Johnny Takter      | Helena Burman    | 1.15,7   | 1 640 m | 1     | 50 000 SEK  | [ 16 ] |
| 4  | 30 januari 2018   | Margaretas Tidiga Unghästserie             | Solvalla                 | Johnny Takter      | Helena Burman    | 1.15,9a  | 2 140 m | 1     | 300 000 SEK | [ 17 ] |
| 5  | 2 april 2018      | Euro Classic Trot Next Year                | Halmstad                 | Johnny Takter      | Helena Burman    | 1.15,6a  | 2 140 m | 1     | 60 000 SEK  | [ 18 ] |
| 6  | 28 april 2018     | Euro Classic Trot Next Year                | Åby                      | Johnny Takter      | Helena Burman    | 1.13,9a  | 2 140 m | 1     | 100 000 SEK | [ 19 ] |
| 7  | 8 maj 2018        | Margaretas Tidiga Unghästserie             | Solvalla                 | Johnny Takter      | Helena Burman    | 1.14,5a  | 2 140 m | 1     | 300 000 SEK | [ 20 ] |
| 8  | 3 juni 2018       | Guldstoet                                  | Axevalla                 | Johnny Takter      | Helena Burman    | 1.14,4a  | 2 140 m | 1     | 350 000 SEK | [ 21 ] |
| 9  | 10 juli 2018      | Coccinelles lopp                           | Solvalla                 | Johnny Takter      | Helena Burman    | 1.14,5a  | 2 140 m | 1     | 100 000 SEK | [ 22 ] |
| 10 | 24 juli 2018      | Sommarfavoriten Ston                       | Solvalla                 | Johnny Takter      | Helena Burman    | 1.12,6a  | 2 140 m | 1     | 100 000 SEK | [ 23 ] |
| 11 | 28 augusti 2018   | Lime Abbeys lopp                           | Solvalla                 | Johnny Takter      | Helena Burman    | 1.13,9a  | 2 140 m | 1     | 100 000 SEK | [ 24 ] |
| 12 | 18 september 2018 | Uttagningslopp till Svenskt Trav-Oaks      | Solvalla                 | Ulf Ohlsson        | Helena Burman    | 1.13,0ag | 2 140 m | 1     | 150 000 SEK | [ 25 ] |
| 13 | 30 september 2018 | Svenskt Trav-Oaks                          | Solvalla                 | Johnny Takter      | Helena Burman    | 1.12,8a  | 2 140 m | 0     | 500 SEK     | [ 26 ] |
| 14 | 28 oktober 2018   | Breeders' Crown Treåriga Ston - Semifinal  | Solvalla                 | Per Lennartsson    | Helena Burman    | 1.13,7a  | 2 140 m | 2     | 100 000 SEK | [ 27 ] |
| 15 | 11 november 2018  | Breeders' Crown Treåriga Ston - Final      | Eskilstuna               | Per Lennartsson    | Helena Burman    | 1.12,6a  | 2 140 m | 3     | 400 000 SEK | [ 28 ] |
| 16 | 30 mars 2019      | Margaretas Tidiga Unghästserie             | Solvalla                 | Stefan Söderkvist  | Helena Burman    | 1.14,8a  | 2 140 m | 2     | 150 000 SEK | [ 29 ] |
| 17 | 7 maj 2019        | Margaretas Tidiga Unghästserie             | Solvalla                 | Johnny Takter      | Helena Burman    | 1.14,0a  | 2 140 m | 6     | 15 000 SEK  | [ 30 ] |
| 18 | 2 juni 2019       | Andra testet till StoChampionatet          | Axevalla                 | Johnny Takter      | Helena Burman    | 1.15,0a  | 2 640 m | 1     | 75 000 SEK  | [ 31 ] |
| 19 | 12 juli 2019      | Uttagningslopp StoChampionatet             | Axevalla                 | Stefan Söderkvist  | Helena Burman    | 1.17,7ag | 2 640 m | 0     | 500 SEK     | [ 32 ] |
| 20 | 21 augusti 2019   | Uttagningslopp Derbystoet                  | Jägersro                 | Stefan Söderkvist  | Helena Burman    | 1.13,3a  | 2 140 m | 6     | 5 000 SEK   | [ 33 ] |
| 21 | 20 september 2019 | Vilhelm Johanssons Minne                   | Kalmar                   | Tobias O. Eriksson | Helena Burman    | 1.15,7ag | 2 140 m | 0     | 500 SEK     | [ 34 ] |
| 22 | 19 maj 2020       | Prix Henri Berry                           | Vichy                    | Alexis Prat        | Helena Burman    | 1.14,0   | 2 975 m | 6     | 7 121 SEK   | [ 35 ] |
| 23 | 1 juni 2020       | Grand Prix Dynavena Maisagri               | Chatelaillon-la Rochelle | Eric Audebert      | Anders Lindqvist | -        | 2 650 m | d     | 0 SEK       | [ 36 ] |
| 24 | 16 juni 2020      | Grand Prix Dynavena Maisagri               | Toulouse                 | Alexis Prat        | Anders Lindqvist | 1.15,8   | 2 950 m | 1     | 197 917 SEK | [ 37 ] |
| 25 | 24 juni 2020      | Prix Pierre Coulon                         | Vichy                    | Alexis Prat        | Anders Lindqvist | 1.11,4a  | 2 150 m | 4     | 31 834 SEK  | [ 38 ] |
| 26 | 5 juli 2020       | Prix Com. de Com. Thierache du Centre      | La Capelle               | Alexis Prat        | Helena Burman    | ita      | 1 609 m | 0     | 0 SEK SEK   | [ 39 ] |
| 27 | 8 augusti 2020    | Prix Louis Bessiere                        | Les Sables-d'Olonne      | Alexis Prat        | Anders Lindqvist | 1.11,4a  | 2 000 m | 2     | 83 774 SEK  | [ 40 ] |
| 28 | 21 augusti 2020   | Grand Prix de Vitesse de Divonne les Bains | Divonne les Bains        | Alexis Prat        | Anders Lindqvist | 1.11,7a  | 2 050 m | 3     | 49 846 SEK  | [ 41 ] |
| 29 | 22 september 2020 | Prix Emile Beziere                         | Vincennes                | Alexis Prat        | Anders Lindqvist | 1.13,3   | 2 850 m | 3     | 102 624 SEK | [ 42 ] |
| 30 | 16 oktober 2020   | Europeiskt femåringschampionat             | Vincennes                | Alexis Prat        | Anders Lindqvist | 1.13,0a  | 2 100 m | 4     | 83 774 SEK  | [ 43 ] |
| 31 | 12 november 2020  | Prix Marcel Laurent                        | Vincennes                | Alexis Prat        | Anders Lindqvist | 1.11,8a  | 2 100 m | 0     | 0 SEK       | [ 44 ] |
| 32 | 28 november 2020  | Prix de Chenonceaux                        | Vincennes                | Alexis Prat        | Anders Lindqvist | 1.12,9   | 2 700 m | 0     | 0 SEK       | [ 45 ] |
| 33 | 19 december 2020  | Prix Oscar Collard                         | Vincennes                | Alexis Prat        | Anders Lindqvist | 1.11,7a  | 2 100 m | 3     | 102 624 SEK | [ 46 ] |
| 34 | 2 januari 2021    | Prix de Bar-le-Duc                         | Vincennes                | Alexis Prat        | Anders Lindqvist | 1.15,0   | 2 850 m | 3     | 114 159 SEK | [ 47 ] |
| 35 | 31 januari 2021   | Prix Helen Johansson                       | Vincennes                | Alexis Prat        | Anders Lindqvist | 1.11,0a  | 2 100 m | 1     | 366 941 SEK | [ 48 ] |

## Stamtavla
| Efter Maharajah  | Viking Kronos     | American Winner | Super Bowl      |
| Efter Maharajah  | Viking Kronos     | American Winner | B.J.'s Pleasure |
| Efter Maharajah  | Viking Kronos     | Conch           | Bonefish        |
| Efter Maharajah  | Viking Kronos     | Conch           | Vikings Venus   |
| Efter Maharajah  | Chili Khan        | Giant Chill     | Speedy Crown    |
| Efter Maharajah  | Chili Khan        | Giant Chill     | Chili Bowl      |
| Efter Maharajah  | Chili Khan        | Stevie Nicks    | Tibur           |
| Efter Maharajah  | Chili Khan        | Stevie Nicks    | Västerbo Cheeta |
| Undan Sugar Step | Sugarcane Hanover | Florida Pro     | Arnie Almahurst |
| Undan Sugar Step | Sugarcane Hanover | Florida Pro     | Promissory      |
| Undan Sugar Step | Sugarcane Hanover | Sugar Hanover   | Super Bowl      |
| Undan Sugar Step | Sugarcane Hanover | Sugar Hanover   | Surrey Hanover  |
| Undan Sugar Step | My Joy            | Smokin Yankee   | Speedy Crown    |
| Undan Sugar Step | My Joy            | Smokin Yankee   | Modern Yankee   |
| Undan Sugar Step | My Joy            | Lady Zoot       | Zoot Suit       |
| Undan Sugar Step | My Joy            | Lady Zoot       | Li Lady         |